# Pauline Worm
Pauline Frederikke Worm, född den 29 november 1825, död den 13 december 1883, var en dansk författare, dotter till Peter Worm.
Pauline Worm var länge föreståndarinna för en flickskola. I januari 1848, strax efter konung Kristian VIII:s död, insände hon till tidningen "Fædrelandet" en varmt skriven fosterländsk dikt (tillägnad den nye kungen, Fredrik VII), vilken väckte berättigat uppseende. Pauline Worm var en ivrig kämpe för kvinnans emancipation (hon var den första kvinna, som i Danmark höll offentligt föredrag, 1865) och skrev, anonymt, i detta ämne redan 1851 Fire breve om Clara Raphael. Romanen De fornuftige (1857) var även den ett inlägg i samma fråga. 1864 utgav hon diktsamlingen Vaar og høst (2:a upplagan 1874).